# Herning Ny Teater
Herning Ny Teater, tidligere Team Teatret er et egnsteater på Østergade i Herning. Leder af teatret er Michael Asmussen, som tiltrådte i august 2023.
Det 60 år gamle teater skiftede 13. september 2024 navn fra Team Teatret til Herning Ny Teater.
Teatret leverer både børneteater og voksenteater, og som egnsteater lægger de hus til både gæstespil og egenproduktioner. Herning Ny Teaters vision er at fortælle gode historier, som også kan overraske publikum.
Herning Ny Teaters egenproduktioner har også vakt opsigt i den danske teater- og kulturbranche, f.eks. med forestillingen "Koldere end her" fra 2009, som scenografen Johanne Eggert vandt Årets Reumerts talentpris for.